# Une dame vraiment bien
 (juillet 2025).
Pour plus de détails, voir Fiche technique et Distribution.
Une dame vraiment bien est un film muet français réalisé par Louis Feuillade et Romeo Bosetti, sorti en 1908.

## Synopsis
Une dame « vraiment bien » se promène dans le quartier parisien de Belleville (alors très campagnard) et subjugue tous les hommes qu'elle croise, ce qui produit des catastrophes, les messieurs qui se retournent sur elle ne faisant plus attention au travail qu'ils sont en train de faire. Des agents de police lui demandent donc de couvrir son visage pour éviter des émeutes et la reconduisent chez elle.

## Distribution
- Renée Carl